# Lexa (álbum)
Lexa (estilizado como LEXA) é o segundo álbum de estúdio auto-intitulado da cantora brasileira Lexa, lançado pela Som Livre em 17 de setembro de 2020. Em seu perfil do Twitter, Lexa justificou o baixo número de músicas dizendo que novas a serem incluídas no álbum seriam lançadas até dezembro, se referindo a versão deluxe.

## Lista de faixas
Créditos adaptados do Spotify.
| LEXA           |                                           |                                                  |                             |         |  |
| N.º            | Título                                    | Compositor(es)                                   | Produtor(es)                | Duração |  |
| 1.             | "Sussu"                                   | Lexa Bispo Ruxell Sergio Santos                  | Bispo Ruxell Santos         | 2:06    |  |
| 2.             | "Quebrar Seu Coração" (part. Luísa Sonza) | Lexa Bispo Ruxell Matheus Santos S. Santos       | Bispo Ruxell Santos         | 2:20    |  |
| 3.             | "Chama Ela" (part. Pedro Sampaio)         | Bispo S. Santos Ruxell M. Santos                 | Sampaio Bispo Ruxell Santos | 2:00    |  |
| 4.             | "Quase lá" (part. Sorriso Maroto)         | Bispo Ruxell M. Santos                           | Bispo Ruxell Santos         | 2:40    |  |
| 5.             | "Sobrenatural"                            | Lexa Bispo Ruxell Santos                         | Bispo Ruxell Santos         | 2:33    |  |
| 6.             | "Aquecimento da Lexa"                     | Bispo Ruxell M. Santos                           | Bispo Ruxell Santos         | 2:17    |  |
| 7.             | "Vai Descendo"                            | Douglas Camppos Lexa Bispo Ruxell Santos         | Bispo Ruxell Santos         | 2:44    |  |
| 8.             | "De Novo e de Novo" (part. Psirico)       | Franco Daniele Lexa Bispo Ruxell Santos Uhgroove | Bispo Ruxell Santos         | 2:39    |  |
| 9.             | "Treme Tudo"                              | Daniele Lexa Bispo Ruxell Santos Uhgroove        | Bispo Ruxell Santos         | 2:27    |  |
| Duração total: | Duração total:                            | Duração total:                                   | Duração total:              | 21:46   |  |